# Partido Intransigente

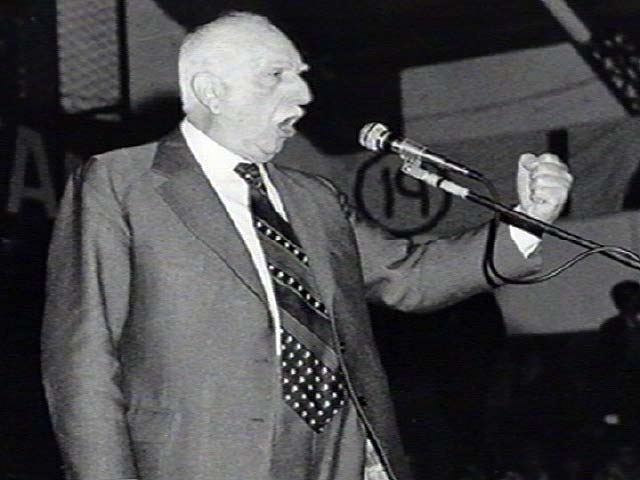
Oscar Alende, condujo la UCRI desde 1963 y fundó el PI en 1972.

El Partido Intransigente (PI) es un partido político argentino fundado el 22 de mayo de 1972, bajo la conducción de Oscar Alende, como sucesor de la Unión Cívica Radical Intransigente (UCRI), continuador a su vez de la Unión Cívica Radical histórica.
En las elecciones presidenciales de 1973 y 1983, el PI buscó instalarse como una opción de centro-izquierda, que fuera capaz de romper el bipartidismo peronismo-radicalismo. Tuvo su apogeo en los años 1980 como representante de la centroizquierda en el marco de la recuperación de la democracia. Fue uno de los cinco partidos políticos argentinos que integraron la Multipartidaria entre 1981 y 1983, para exigir elecciones democráticas a la dictadura militar reinante. En las elecciones legislativas de 1985 se consagró como la tercera fuerza electoral del país con casi un millón de votos.
En las elecciones presidenciales de 1989 respaldó la candidatura de Carlos Menem, que se presentaba como un candidato nacional y popular. Sin embargo, el gobierno menemista dio un giro de 180 grados que lo llevó a adoptar políticas neoliberales que contradecían el programa anunciado en la campaña electoral, que llevó a que el PI y otras fuerzas adoptaran una postura opositora, para integrar a partir de 1993, el Frente Grande y al FREPASO. En las elecciones de 1999, como parte del FREPASO, acompañó la fórmula presidencia Fernando de la Rúa-Chacho Álvarez.  
Luego de algunas alianzas menores tras la crisis del 2001, integró en 2007 el Frente Para la Victoria, apoyando las dos presidencias de Cristina Kirchner (2007-2015), formando parte de la corriente multipartidaria conocida como kirchnerismo. En las elecciones de 2015, el Frente Para la Victoria fue derrotado por la alianza Cambiemos. En las elecciones de 2019 el PI, como parte del kirchnerismo, integró el Frente de Todos, que triunfó con la fórmula Alberto Fernández-Cristina Fernández de Kirchner.
Desde 2023 forma parte de la coalición electoral Unión por la Patria

## Origen

### Antecedentes
El 16 de septiembre de 1955 las Fuerzas Armadas argentinas, con el apoyo de una gran parte de los partidos políticos opositores, dieron un golpe de Estado y derrocaron al presidente Juan D. Perón dando inicio a la llamada Revolución Libertadora. Dentro de la Unión Cívica Radical se abrió entonces un debate, que también se presentó en los demás partidos políticos, referido a la posición a adoptar frente al peronismo, así como con las medidas sociales y económicas tomadas durante el gobierno justicialista.
Un sector del radicalismo propondrá una estrategia de alianza y democratización del peronismo. Otro sector propondrá una estrategia de prohibición y represión del peronismo. El enfrentamiento de ambos sectores llevó a la fractura de la Unión Cívica Radical al finalizar 1956 en dos partidos: 
- La Unión Cívica Radical Intransigente (UCRI), dirigida por Frondizi y Frigerio
- La Unión Cívica Radical del Pueblo (UCRP) dirigida por Balbín e Illia

La UCRI llegará al gobierno con la presidencia de Arturo Frondizi (1958-1962), el cual sería derrocado por un golpe militar. 
En 1963, al poco tiempo de ser derrocado, Arturo Frondizi y Rogelio Frigerio se separaron de la UCRI y conformaron el Movimiento de Integración y Desarrollo, de línea  desarrollista. Este alejamiento acentuó el perfil nacionalista económico de la UCRI.

### Conformación
En 1972 el gobierno militar de Lanusse dictó un nuevo Estatuto de los Partidos Políticos, impulsado por el entonces Ministro del Interior Arturo Mor Roig, uno de los más importantes líderes de la UCRP. La justicia le asignó entonces el nombre Unión Cívica Radical a la UCRP, prohibiéndole a la UCRI continuar usando esa denominación, debiendo cambiarla entonces por la de Partido Intransigente (PI), el cual siempre denunció la ilegalidad del acto y sostuvo ser continuación histórica del partido fundado por Leandro Alem en 1891.
En las elecciones presidenciales del 11 de marzo de 1973 el Partido Intransigente integró junto a sectores de izquierda la Alianza Popular Revolucionaria, que postuló a la presidencia de la República a Oscar Alende, acompañado de Horacio Sueldo en la fórmula. Esta alianza fue la cuarta fuerza de esos comicios con 885.201 votos (el 7,4 por ciento) y logró doce diputados.

## Década de 1980
Tras el fin del Proceso de Reorganización Nacional en 1983, el Partido Intransigente se presentó a los comicios del 30 de octubre de 1983 nuevamente con Oscar Alende como candidato a presidente, y Lisandro Viale para la vicepresidencia. 
Fue la tercera fuerza de los comicios con 347.654 (2,33 por ciento). En la elección para el Congreso, el Partido Intransigente obtuvo tres bancas en la cámara de Diputados, una por la Capital Federal, Raúl Rabanque Caballero y dos por la Provincia de Buenos Aires, Miguel Monserrat y Marcelo Arabolaza.
Logra una considerable inserción en el movimiento universitario de Buenos Aires, a través de la Juventud Universitaria Intransigente (JUI). En la Universidad de Buenos Aires, la JUI gana las elecciones estudiantiles de varias facultades como Psicología, Sociología (presidencia de Pablo Seman), Filosofía y Letras y Ciencias Exactas y Naturales (presidencia de Martin Giurfa).
En la renovación legislativa de 1985, el Partido Intransigente alcanzó su mejor desempeño electoral, con 930.939 votos (6,07 por ciento) obteniendo cinco diputados, uno por la Capital Federal (Raúl Rabanaque Caballero) y cuatro por la Provincia de Buenos Aires (fue reelegido Miguel Monserrat, a quien se le vencía el mandato ese año y además el líder partidario Oscar Alende y Roberto "Tito" García, todos los que pasaron a sumarse a Marcelo Arabolaza que, elegido en 1983, tenía mandato hasta 1987).
En las elecciones de 1987 el Partido Intransigente perdió casi dos tercios de su caudal electoral, fue superado por la Unión de Centro Democrático y, con 327.103 votos, retrocedió al cuarto lugar, no obteniendo ninguna banca en el Congreso. 
Desde entonces ya no se ha vuelto a presentarse como fuerza electoral propia concurriendo a los comicios posteriores integrando coaliciones.

### FREJUPO
En las presidenciales de 1989 integró el Frente Justicialista de Unidad Popular, que apoyó la fórmula Carlos Menem - Eduardo Duhalde. Los intransigentes encabezaron las listas de concejales en la Capital Federal con Raúl Rabanaque Caballero y la de diputados nacionales en la provincia de Buenos Aires con Oscar Alende.

## Década de 1990

### FredeJuSo
Disidencias posteriores con el gobierno de Menem hicieron que el Partido Intransigente abandonara la alianza con el justicialismo, y con otras agrupaciones de centro-izquierda formó el Frente para la Democracia y la Justicia Social (Fredejuso) en las elecciones legislativas de 1991. La coalición obtuvo menos de 70.000 votos y no logró representación parlamentaria.

### Frente Grande
En las elecciones legislativas de 1993 se presentó como parte del Frente Grande, alianza que obtuvo, con 634.720 votos, el cuarto lugar después del peronismo, el radicalismo y el MODIN. Por esa elección, Alende obtuvo su reelección como diputado para el período 1993-1997, período que no llegó a terminar debido a su muerte en 1996. 

### FREPASO
Siempre dentro del Frente Grande, y junto a otras agrupaciones, conformó el FREPASO para las elecciones presidenciales de 1995 y las elecciones legislativas de 1997.

### Alianza
En las elecciones presidenciales de 1999 el FREPASO, junto a la Unión Cívica Radical, apoyaron la candidatura de Fernando De la Rúa en el marco de la Alianza por el Trabajo, la Justicia y la Educación.

## Década de 2000

### ARI
En las elecciones presidenciales de 2003 el PI formó junto al ARI la Alianza Afirmación para una República Igualitaria, que llevaba como candidata presidencial a la Dra. Elisa Carrió.

### PI, PCA y Alba
Para las elecciones legislativas de 2005, llevó adelante la alianza Encuentro Amplio con sectores del Socialismo, el PCA y el Movimiento Alba, no obteniendo bancada alguna.

### FPV
Para las elecciones de 2007 el Partido Intransigente se suma al Frente Para la Victoria, que sostenía la candidatura de Cristina Fernández de Kirchner, quien ganó los comicios con el 45% de los votos. 
En las elecciones del 2011 el PI mantiene su apoyo a Cristina Fernández de Kirchner, quien resulta reelecta para el período 2011-2015 con el 54,11% dejando a la segunda fuerza política a una distancia de 37 puntos.
En las elecciones de 2015 el PI ratifica su pertenencia al FPV y apoya la candidatura presidencial de Daniel Scioli quién triunfara en primera vuelta y fuera derrotado en el balotaje contra Mauricio Macri. 
Frente de Todos
En las elecciones de 2019 integró en todo el país el Frente de Todos que derrotó a Mauricio Macri, quién buscaba su reelección y que, en un hecho histórico desde la recuperación democrática, no logró ese objetivo.

### Partido Intransigente en las provincias 2017
En las Elecciones legislativas de 2017, el Partido Intransigente presentó lista de diputados nacionales en la provincia de Mendoza y también para diputados y senadores provinciales, la lista de diputados nacionales encabezada por el abogado José Luis Ramón logró el tercer lugar con el 17,19 % un total de 184.610 votos, logró meter 1 diputado nacional José Luis Ramón  en el congreso de la nación, 3 diputados provinciales y 3 senadores provinciales
En la provincia de Buenos Aires, el Partido Intransigente formó parte de la alianza Unidad Ciudadana que llevó como candidata a Cristina Fernández de Kirchner. Solamente en algunos municipios apoyó al Frente Justicialista Cumplir que apoyo la candidatura del exministro Florencio Randazzo como candidato a senador nacional. Esta alianza conformado junto al Partido del Trabajo y la Equidad, el Partido Frente Sur, el Partido Hacer por el Progreso Social y el Partido Justicialista de la provincia, logró solo el 5,20 % (485.138 votos) el quinto lugar metiendo un diputado nacional, el peronista Eduardo "Bali" Bucca.

## Resultados electorales

### Presidente
|  | 7,43 % |

|  | 2,33 % |

|  | 0,33 % |

|  | 47,49 % |

|  | 52,00 % |

|  | 29,30 % |

|  | 48.37 % |

|  | 14,05 % |

|  | 45,28 % |

|  | 54,11 % |

|  | 37,08 % |

|  | 48,66 % |

|  | 48.24 % |

### Diputados Nacionales
|  | 7,30 % |

|  | 2,68 % |

|  | 5,96 % |

|  | 1,99 % |

|  | 42,86 % |

|  | 42,46 % |

|  | 0,75 % |

### Alianzas nacionales históricas
| Alianzas | Alianzas | Alianzas                                                   | Periodo     | Partidos miembros | Ideología                                               | Posición                    |  |  |                                |             | |                                      |                               |
| -------- | -------- | ---------------------------------------------------------- | ----------- | --- | ------------------------------------------------------- | --------------------------- |  |  | ------------------------------ | ----------- | --- | ------------------------------------ | ----------------------------- |
| Alianzas | Alianzas | Alianzas                                                   | Periodo     | Partidos miembros | Ideología                                               | Posición                    |  |  | Alianza Popular Revolucionaria | 1972 a 1976 | Integrantes - Partido Intransigente - Partido Comunista - Partido Revolucionario Cristiano - Unión del Pueblo Argentino | Socialismo Comunismo Conservadurismo | Izquierda a Extrema izquierda |
|          |          | Frente Justicialista de Unidad Popular                     | 1989 a 1991 | Integrantes - Partido Justicialista - Partido Intransigente - Partido Demócrata Cristiano - Partido Comunista Revolucionario - Partido Socialista Auténtico - Movimiento de Integración y Desarrollo - Corriente Renovadora - Frente de Acción Provinciana - Movimiento Patriótico de Liberación - Movimiento Nacionalista Constitucional - Movimiento Línea Popular | Peronismo Neoliberalismo                                | Centroderecha a Derecha     |  |  |                                |             | |                                      |                               |
|          |          | Unidad Socialista - Demócrata Popular por el Frente Social | 1991 a 1993 | Integrantes - Partido Socialista Popular - Partido Socialista Democrático - Partido Socialista Auténtico (1991-1995) - Partido Intransigente (1991-1993) | Socialismo democrático Socialdemocracia Progresismo     | Centroizquierda a Izquierda |  |  |                                |             | |                                      |                               |
|          |          | Frente Grande                                              | 1993        | Integrantes - Partido Intransigente - Partido Demócrata Cristiano - Partido Comunista - Encuentro Popular - Movimiento de Democracia y Justicia Social - Partido Demócrata Popular - Movimiento de Izquierda - Nueva República - Partido Verde Ecologista Pacifista | Socialdemocracia Progresismo Peronismo                  | Centroizquierda             |  |  |                                |             | |                                      |                               |
|          |          | Frente País Solidario                                      | 1995 a 2000 | Integrantes - Frente Grande - Política Abierta para la Integridad Social - Partido Intransigente - Partido Demócrata Cristiano - Partido Socialista Popular - Partido Socialista Democrático | Socialdemocracia Progresismo                            | Centroizquierda             |  |  |                                |             | |                                      |                               |
|          |          | Alianza para el Trabajo, la Justicia y la Educación        | 1997 a 2000 | Integrantes - Unión Cívica Radical - Frente País Solidario | Socioliberalismo Socialdemocracia Liberalismo económico | Centro                      |  |  |                                |             | |                                      |                               |
|          |          | Argentinos por una República de Iguales                    | 2000 a 2003 | Integrantes - Unión Cívica Radical (sectores disidentes) - Partido Intransigente - Partido Socialista Popular - Partido Socialista Democrático - Partido Socialista Auténtico | Socialdemocracia Progresismo                            | Centroizquierda             |  |  |                                |             | |                                      |                               |
|          |          | Frente para la Victoria                                    | 2007 a 2019 | Integrantes - Partido Justicialista - Partido de la Victoria - Frente Grande - Concertación Plural - Partido Intransigente - Partido Conservador Popular - Movimiento Libres del Sur - Partido Unidad Federalista - Partido de la Corriente Renovadora | Peronismo Kirchnerismo                                  | Centroizquierda             |  |  |                                |             | |                                      |                               |
|          |          | Frente de Todos                                            | 2019-       | Integrantes - Partido Justicialista - Frente Renovador - Partido de la Cultura, la Educación y el Trabajo - Compromiso Federal - KOLINA - Partido de la Victoria - Nuevo Encuentro - Proyecto Sur - Frente Grande - Partido Solidario - Unidad Popular - Partido de la Concertación FORJA - Partido Intransigente - Partido Comunista - Partido Comunista Revolucionario - Partido Comunista (Congreso Extraordinario) - Frente Patria Grande - Igualar Argentina (Desde 2021) - Protectora Fuerza Política (Desde 2021) | Peronismo Kirchnerismo                                  | Centroizquierda             |  |  |                                |             | |                                      |                               |

## Representantes electos

### Diputados Nacionales

#### Elecciones de 1973
Para las Elecciones legislativas de 1973 el Partido Intransigente formó una alianza con el Partido Comunista, Partido Revolucionario Cristiano y Unión del Pueblo Argentino llamado Alianza Popular Revolucionaria que quedó en tercer lugar y logró 13 diputados nacionales de los cuales 5 fueron del Partido Intransigente.
| Diputado Nacional        | Inicio     | Final      | Bloque                         | Provincia    |
| ------------------------ | ---------- | ---------- | ------------------------------ | ------------ |
| Tomás P. ARANA           | 25/05/1973 | 24/03/1976 | Alianza Popular Revolucionaria | Buenos Aires |
| Mariano Rufino LORENCES  | 25/05/1973 | 24/03/1976 | Alianza Popular Revolucionaria | Buenos Aires |
| Rafael Francisco MARINO  | 25/05/1973 | 24/03/1976 | Alianza Popular Revolucionaria | Buenos Aires |
| Héctor PORTERO           | 25/05/1973 | 24/03/1976 | Alianza Popular Revolucionaria | Buenos Aires |
| Vicente Miguel MUSACCHIO | 25/05/1973 | 24/03/1976 | Alianza Popular Revolucionaria | Buenos Aires |

#### Elecciones de 1983
| Diputado Nacional      | Inicio     | Final      | Bloque                | Provincia       |
| ---------------------- | ---------- | ---------- | --------------------- | --------------- |
| Marcelo Arabolaza      | 10/12/1983 | 10/12/1987 | Partido Intransigente | Buenos Aires    |
| Raúl Octavio Rabanaque | 10/12/1983 | 10/12/1985 | Partido Intransigente | Capital Federal |
| Miguel Pedro Monserrat | 10/12/1983 | 10/12/1985 | Partido Intransigente | Buenos Aires    |

#### Elecciones de 1985
| Diputado Nacional         | Inicio     | Final      | Bloque                | Provincia       |
| ------------------------- | ---------- | ---------- | --------------------- | --------------- |
| Raúl Octavio Rabanaque    | 10/12/1985 | 10/12/1989 | Partido Intransigente | Capital Federal |
| Miguel Pedro Monserrat    | 10/12/1985 | 10/12/1989 | Partido Intransigente | Buenos Aires    |
| José Pedro Aramburu       | 10/12/1985 | 10/12/1989 | Partido Intransigente | Buenos Aires    |
| Oscar Alende              | 10/12/1985 | 10/12/1989 | Partido Intransigente | Buenos Aires    |
| Isidro Roberto Bakirdjian | 10/12/1985 | 10/12/1989 | Partido Intransigente | Buenos Aires    |

#### Elecciones de 1989
| Diputado Nacional | Inicio     | Final      | Bloque                                 | Provincia    |
| ----------------- | ---------- | ---------- | -------------------------------------- | ------------ |
| Oscar Alende      | 10/12/1989 | 10/12/1993 | Frente Justicialista de Unidad Popular | Buenos Aires |

#### Elecciones de 1993
| Diputado Nacional | Inicio     | Final      | Bloque                       | Provincia    |
| ----------------- | ---------- | ---------- | ---------------------------- | ------------ |
| Oscar Alende      | 10/12/1993 | 22/12/1996 | Frente Justicialista Federal | Buenos Aires |

#### Elecciones de 2017
En las Elecciones legislativas de 2017 el Partido Intransigente volvió a obtener 1 diputado nacional el Mendocino, José Luis Ramón logró el tercer puesto en su provincia y prometió "defender al ciudadano común". 
| Diputado Nacional | Inicio     | Final      | Bloque                                                                 | Provincia |
| ----------------- | ---------- | ---------- | ---------------------------------------------------------------------- | --------- |
| José Luis Ramón   | 10/12/2017 | 10/12/2021 | Socialdemócrata (10/12/2017–13/6/2018) Protectora (13/6/2018–presente) | Mendoza   |

### Legislatura de Mendoza
En las elecciones legislativas de 2017 el Partido Intransigente no solo logró 1 diputado nacional, también logró obtener representantes en la Legislatura provincial con 3 senadores y 3 diputados.

#### Senadores Provinciales
| Diputado Provincial | Inicio     | Final      | Bloque                |
| ------------------- | ---------- | ---------- | --------------------- |
| Daniel Galdeano     | 10/12/2017 | 10/12/2021 | Partido Intransigente |
| Héctor Bonarrico    | 10/12/2017 | 10/12/2021 | Partido Intransigente |
| Marcelo Romano      | 10/12/2017 | 10/12/2021 | Partido Intransigente |

#### Diputados Provinciales
| Senador Provincial | Inicio     | Final      | Bloque                |
| ------------------ | ---------- | ---------- | --------------------- |
| Mario Vadillo      | 10/12/2017 | 10/12/2021 | Partido Intransigente |
| Eduardo Martínez   | 10/12/2017 | 10/12/2021 | Partido Intransigente |
| Pablo Cairo        | 10/12/2017 | 10/12/2021 | Partido Intransigente |